# FREDERIC
FREDERIC（日語：フレデリック）是日本的搖滾樂團。所屬事務所為MASH A&R。唱片公司為A-Sketch。

## 概要
來自神戶，以三原雙胞胎兄弟為中心組成的搖滾樂團。三原健司負責主唱，三原康司負責貝斯、和聲、作詞、作曲等。

## 成員

### 現任成員
- 三原 健司 （みはら けんじ、1990年2月20日（35歲））

擔任吉他手、主唱。畢業於大阪音樂專門學校（页面存档备份，存于）。是貝斯手三原康司的雙胞胎哥哥。血型A。
- 三原 康司（みはら こうじ、1990年2月20日（35歲））
- 赤頭 隆児（あかがしら りゅうじ、1989年6月26日（35歲））
- 高橋 武（たかはし たける、1989年6月13日（36歲））

## 外部連結
- FREDERIC 官方網站（页面存档备份，存于）（日語）